# 武生郵便局
武生郵便局（たけふゆうびんきょく）は福井県越前市にある郵便局。民営化前の分類では集配普通郵便局であった。

## 概要
住所：〒915-8799 福井県越前市中央1-10-30

## 沿革
- 1872年8月4日（明治5年7月1日） - 武生郵便取扱所として開設[1]。
- 1873年（明治6年） - 武生郵便役所となる。
- 1875年（明治8年）1月1日 - 武生郵便局（三等）となる。同年、為替取扱を開始。
- 1879年（明治12年） - 貯金取扱を開始。
- 1889年（明治22年）10月16日 - 武生郵便電信局となる。
- 1903年（明治36年）4月1日 - 通信官署官制の施行に伴い武生郵便局となる。
- 1957年（昭和32年）6月1日 - 北日野簡易郵便局の廃止に伴い、取扱事務を承継[2]。
- 1964年（昭和39年）5月 - 局舎落成。
- 1983年（昭和58年）3月28日 - 武生市蓬莱町から同市中央一丁目に移転。同日、和文電報受付および電話通話事務の取扱を開始。
- 1986年（昭和61年）6月2日 - 五分市郵便局から集配業務を移管。
- 1996年（平成8年）7月1日 - 外国通貨の両替および旅行小切手の売買に関する業務取扱を開始。
- 2006年（平成18年）10月2日 - 今立郵便局および白山（しらやま）郵便局からそれぞれ「915-02xx」「915-12xx」区域の集配業務を移管[3]。
- 2007年（平成19年）10月1日 - 民営化に伴い、併設された郵便事業武生支店に一部業務を移管。
- 2012年（平成24年）10月1日 - 日本郵便株式会社発足に伴い、郵便事業武生支店を武生郵便局に統合。

## 取扱内容
- 郵便、印紙、ゆうパック、内容証明
- 貯金、為替、振替、振込、国際送金、外貨両替・トラベラーズチェック、国債、投資信託
- 生命保険、バイク自賠責保険、自動車保険、変額年金保険、がん保険、引受条件緩和型医療保険
- ゆうちょ銀行ATM
- 「915-00xx」「915-02xx」「915-08xx」「915-12xx」区域（越前市の全域）の集配業務
- ゆうゆう窓口

## 周辺
- 越前市武生中央公園
  - 越前市中央図書館
  - 越前市文化センター
  - 武生中央公園体育館
  - 多目的グラウンド
  - 野球場
- 越前警察署
- 越前市立武生西小学校
- 武生簡易裁判所
- 武生労働基準監督署

## アクセス
- ハピラインふくいハピラインふくい線 武生駅から西へ約1.4km（徒歩約16分）、もしくは福井鉄道福武線 北府駅から南西へ約1.6km（徒歩約18分）
- 福井鉄道バス、越前市市民バス（のろっさ） 菊人形前停留所下車
- 北陸自動車道 武生ICから西へ約5km
- 国道365号沿い
- 駐車場あり：7台